# Терещенко, Валерий Яковлевич
Вале́рий Я́ковлевич Тере́щенко (род. 19 августа 1952) — российский дипломат. Чрезвычайный и полномочный посол (2015).

## Биография
Окончил Институт стран Азии и Африки при МГУ им. М. В. Ломоносова (1978). Владеет английским, индонезийским и малайским языками.
На дипломатической работе с 1980 года.
- В 1995—1997 годах — советник Посольства России в Индонезии.
- В 1997—1999 годах — советник-посланник Посольства России в Индонезии.
- В 1999—2004 годах — главный советник, начальник отдела Второго департамента Азии МИД России.
- С января по июль 2004 года — заместитель директора Департамента Азии МИД России.
- С 29 июля 2004 по 25 мая 2009 года — чрезвычайный и полномочный посол Российской Федерации в Камбодже[1][2].
- С июня 2009 по октябрь 2012 года — заместитель директора Департамента кадров МИД России.
- С 4 октября 2012 по 4 июня 2018 года — чрезвычайный и полномочный посол Российской Федерации в Новой Зеландии и Королевстве Тонга по совместительству[3][4][5].
- С 19 февраля 2013 по 4 июня 2018 года — чрезвычайный и полномочный посол Российской Федерации в Самоа по совместительству[6][5].

## Семья
Женат, имеет сына и дочь.

## Награды
- Знак отличия «За безупречную службу» XXX лет (14 октября 2012) — За большой вклад в реализацию внешнеполитического курса Российской Федерации и многолетнюю добросовестную работу[7].

## Дипломатический ранг
- Чрезвычайный и полномочный посланник 2 класса (25 августа 2004)[8].
- Чрезвычайный и полномочный посланник 1 класса (23 апреля 2008)[9].
- Чрезвычайный и полномочный посол (21 июля 2015)[10].